# F-22 Air Dominance Fighter
Pour les articles homonymes, voir F22.
F-22 Air Dominance Fighter est un simulateur de vol de combat sorti en 1997 sur PC et qui met en scène l'avion de chasse F-22.
Il fait suite à EF2000.